# Dana Chladek
Dana Chladek (ur. 27 grudnia 1963 w Děčínie) – amerykańska kajakarka górska. Dwukrotna medalistka olimpijska.
Urodziła się jako Dana Chládková w Czechosłowacji. Do Stanów Zjednoczonych wyemigrowała wspólnie z rodzicami w 1968. Brała udział w dwóch igrzyskach olimpijskich (IO 92, IO 96), na obu zdobywała medale. W 1992 była trzecia w kajakowym slalomie, w 1996 zajęła drugie miejsce, przegrywając jedynie z Czeszką Štěpánką Hilgertovą. Na mistrzostwach świata sięgnęła po dwa srebrne medale w rywalizacji indywidualnej (1989 i 1991) oraz cztery medale w rywalizacji drużynowej: wywalczyła srebro w 1989 i 1993 oraz brąz w 1987 i 1991.